# 오비강
오비강(러시아어: Обь, 만시어: Ас, 네네츠어: Саля' ям)은 서시베리아저지를 흐르는 강이지만, 지류인 이르티시강은 알타이산맥에서 발원을 한 다음, 카자흐스탄 영내를 지난다.
강 중류에서는 튜멘 유전을 횡단하고, 남북으로 800km 정도 있는 오비만을 지나 카라해로 향한다. 강 하구의 위치는 북극권에 해당한다. 전체 길이는 세계 5위, 유역 면적에서는 예니세이강 다음으로 세계 7위이다. 지류로는 바흐강, 케티강이 있다.

## 흐름
오비강은 알타이 지방 제2의 도시인 비스크의 남서쪽 25km에 위치해 있으며, 비야강과 카툰강과 합류해 있다. 이 두 개의 강은 원류가 알타이산맥에 있다. 비야강은 산맥 내의 호수인 텔레츠코예호에서 발하고, 카툰강은 벨루하산의 빙하에서 발한다. 구릉지대를 사행하면서 오비강은 노보시비르스크 등의 대도시를 지나 북쪽과 서쪽으로 돌아 톰스크 주에 도달한다. 이어서 톰스크주의 평원 지대를 지나 서쪽으로 방향을 바꾸어 한티만시 자치구를 흘러 북위61도, 동경69도의 한티만시스크 부근에서 이르티시강에 합류하게 된다. 서시베리아 평원을 흐른 후 동쪽 오비만으로 들어간다.

## 이수
오비강은 주로 관개, 수도, 수력발전, 어업, 해운 등에 이용된다.
오비강 수계의 항해 가능한 강 길이는 15,000km 정도에 달한다. 20세기 초 시베리아 철도가 개통되기 이전일 당시, 하천이 얼지 않는 계절에는 시베리아 횡단을 위해서 오비강을 통한 수운이 매우 중요했다. 오비강 수계의 방향은 대체로 남북 방향이고 물은 북극으로 흐르지만, 상류부에서는 수많은 지류가 유라시아 대륙 중앙부를 동서로 퍼져 흐르기 때문에 지류에서 지류로 항해하여 동서방향으로 시베리아를 횡단할 수 있다. 20세기 초 볼가강 수계의 모스크바 등 러시아 서부에서 시베리아로는 볼가강 지류의 카마강이나 벨라야강을 거슬러 우랄산맥 근처까지 가서 배를 내려 산을 넘고, 이르티시강 지류의 항구로 나오는 것이 일반적 루트였다.

## 오비 강의 도시
- 바르나울
- 노보알타이스크
- 카멘나오비
- 노보시비르스크
- 콜파셰보
- 니즈네바르톱스크
- 수르구트
- 살레하르트

## 지도
| 가잔 열도갠지스강고다바리강고비 사막나일강류큐 열도남중국해노르웨이해뉴기니섬네푸드 사막다싱안링산맥다뉴브강동시베리아해동중국해동해둥베이 · 평원랍테프해룹알할리 사막레나강마다가스카르섬마리아나 제도마르마라해말레이반도메콩강몰디브 제도몽골고원바렌츠해바이칼호바탄 제도발리섬발트해발하시호백해베링해벵골만보르네오섬북극해북해볼가강북드비나강브라마푸트라강사할린섬샤오싱안링산맥세이셸 군도소코트라섬수마트라섬술라웨시섬스리랑카섬스칸디나비아반도스타노보이산맥스프래틀리 군도시나이반도새머리싱가포르섬아나톨리아아덴만아라비아반도아라비아해아라푸라해아랄해아무르강아조프해아프리카의 뿔안다만 제도알타이산맥알류샨 열도에게해예니세이강오가사와라 제도오만만오비강오스트레일리아오호츠크해우랄강우랄산맥유프라테스강이란고원인더스강인도 아대륙인디기르카강인도양 (북부)인도차이나반도일본 열도자와섬주강장강치롄산맥카라해카라코람카스피해캄차카반도캅카스산맥캐롤라인 · 제도콜리마강쿠릴 열도쿤룬산맥크리스마스섬타이만대만타클라마칸 사막북태평양톈산산맥통킹만티그리스강티모르섬티베트고원파라셀 제도파미르페르시아만페초라강프라타스섬필리핀 제도필리핀해하이난한반도항가이산맥호르무즈홋카이도홍해화베이 · 평원황하황해흑해히말라야산맥힌두스탄 · 평원힌두쿠시class=notpageimage\| 유라시아에서의 오비강의 위치 |